# Natação artística no Campeonato Mundial de Esportes Aquáticos de 2019 - Rotina técnica solo
A prova da rotina técnica solo é um dos eventos da natação artística do Campeonato Mundial de Esportes Aquáticos de 2019 que foi realizada entre os dias 12 de julho e 13 de julho, em Gwangju, na Coreia do Sul. 

## Calendário
Horário local (UTC+9). 
| Fase          | Data        | Hora  |
| ------------- | ----------- | ----- |
| Eliminatórias | 12 de julho | 11:00 |
| Final         | 13 de julho | 19:00 |

## Medalhistas
| Ouro                         | Prata               | Bronze            |
| Svetlana Kolesnichenko (RUS) | Ona Carbonell (ESP) | Yukiko Inui (JPN) |

## Resultados
| Pos.              | Nadadora                  | Nacionalidade | Eliminatória | Eliminatória | Final         | Final         |
| Pos.              | Nadadora                  | Nacionalidade | Pontos       | Pos.         | Pontos        | Pos.          |
| ----------------- | ------------------------- | ------------- | ------------ | ------------ | ------------- | ------------- |
| Medalha de ouro   | Svetlana Kolesnichenko    | Rússia        | 94.1126      | 1            | 95.0023       | 1             |
| Medalha de prata  | Ona Carbonell             | Espanha       | 91.8259      | 2            | 92.5002       | 2             |
| Medalha de bronze | Yukiko Inui               | Japão         | 91.7284      | 3            | 92.3084       | 3             |
| 4                 | Marta Fiedina             | Ucrânia       | 90.6797      | 4            | 91.3014       | 4             |
| 5                 | Jacqueline Simoneau       | Canadá        | 89.1527      | 5            | 89.2932       | 5             |
| 6                 | Linda Cerruti             | Itália        | 87.8093      | 6            | 88.0378       | 6             |
| 7                 | Evangelia Platanioti      | Grécia        | 86.1571      | 7            | 86.2921       | 7             |
| 8                 | Vasiliki Alexandri        | Áustria       | 85.3434      | 8            | 85.6098       | 8             |
| 9                 | Vasilina Khandoshka       | Bielorrússia  | 84.4333      | 9            | 84.4867       | 9             |
| 10                | Kate Shortman             | Reino Unido   | 83.4981      | 10           | 83.9548       | 10            |
| 11                | Lara Mechnig              | Liechtenstein | 81.3678      | 11           | 81.7811       | 11            |
| 12                | Noemi Peschl              | Suíça         | 81.0914      | 12           | 81.6587       | 12            |
| 13                | Mónica Arango             | Colômbia      | 78.8804      | 13           | Não avançaram | Não avançaram |
| 14                | Marlene Bojer             | Alemanha      | 78.4601      | 14           | Não avançaram | Não avançaram |
| 15                | Lee Ri-young              | Coreia do Sul | 77.4921      | 15           | Não avançaram | Não avançaram |
| 16                | Khonzodakhon Toshkhujaeva | Uzbequistão   | 76.1548      | 16           | Não avançaram | Não avançaram |
| 17                | Alžběta Dufková           | Chéquia       | 75.8189      | 17           | Não avançaram | Não avançaram |
| 18                | Aleksandra Atanasova      | Bulgária      | 75.4207      | 18           | Não avançaram | Não avançaram |
| 19                | Jasmine Zonzini           | San Marino    | 73.8142      | 19           | Não avançaram | Não avançaram |
| 20                | Kyra Hoevertsz            | Aruba         | 73.4699      | 20           | Não avançaram | Não avançaram |
| 21                | Defne Bakırcı             | Turquia       | 73.2867      | 21           | Não avançaram | Não avançaram |
| 22                | Nada Daabousová           | Eslováquia    | 71.3210      | 22           | Não avançaram | Não avançaram |
| 23                | Gabriela Alpajón          | Cuba          | 70.3457      | 23           | Não avançaram | Não avançaram |
| 24                | Natalija Ambrazaitė       | Lituânia      | 69.8135      | 24           | Não avançaram | Não avançaram |
| 25                | Wiktoria Grabowska        | Polónia       | 69.2711      | 25           | Não avançaram | Não avançaram |
| 26                | Trinidad López            | Argentina     | 68.0890      | 26           | Não avançaram | Não avançaram |
| 27                | Natalia Jenkins           | Costa Rica    | 67.8807      | 27           | Não avançaram | Não avançaram |
| 28                | Chau Cheng Han            | Macau         | 62.3529      | 28           | Não avançaram | Não avançaram |